# 饶晓志
饶晓志（1980年10月28日—），贵州遵义人，中国话剧、影视导演，毕业于中央戏剧学院导演系。代表作包括《无名之辈》、《万里归途》等。

## 生平
1980年生于贵州桐梓，1998年考入贵州大学艺术学院表演系，后于中央戏剧学院导演系深造。毕业后开过餐馆和酒吧，因签约孟京辉工作室，担任《迷宫》演员而重返话剧舞台，后担任《两只狗的生活意见》、《艳遇》等话剧的副导演。2008年，与演员李亚鹏结识后，共同创立春天戏剧工作室，先后创作了话剧《将爱情进行到底》、《你好，打劫》，《魔伞》。2014年，凭话剧《你好，打劫！》获第九届中国话剧金狮奖最佳导演奖。
2016年，进军电影行业，推出舞台剧改编的电影导演处女作《你好，疯子！》。2018年，编导的黑色喜剧片《无名之辈》成为票房黑马，在中国内地获得7.94亿人民币票房。2021年，执导电影《人潮汹涌》，由刘德华监制并主演，在春节档一路逆袭，获得7.6亿人民币票房。
2021年4月，成立“晓年青剧团”，鼓励年轻演员投身话剧行业。
2022年，执导的电影《万里归途》上映，以15.92亿人民币成为当年中国内地国庆档期票房冠军。

## 作品

### 执导戏剧
- 2009年 绅士喜剧《你好，打劫！》，话剧版《将爱情进行到底》
- 2011年 《幸運兔精靈》(2019播出)
- 2012年 绅士喜剧《咸蛋》
- 2014年 舞台剧《东北往事》
- 2015年 话剧《蠢蛋》，舞台剧《左耳》

### 參演电影
- 2025年 《长夜将尽》饰 马德勇

### 执导电影
- 2016年 《你好，疯子！》
- 2018年 《无名之辈》
- 2021年 《人潮汹涌》
- 2022年 《万里归途》
- 2022年 《你是我的春天》（联合执导）
- 2025年 《无名之辈：否极泰来》
- 2025年 《无名之辈：意义非凡》

### 监制电影
- 2019年 《平原上的夏洛克》（徐磊执导）
- 2021年 《第十一回》（陈建斌执导）
- 2023年 《朱同在三年级丢失了超能力》（王子川执导）
- 2023年 《一闪一闪亮星星》（陈小明、章攀执导）
- 2025年 《阳光照耀青春里》（曾海若执导）
- 2025年 《命悬一枪》（范翔执导）
- 2025年 《长夜将尽》（王通执导）

### 监制电视剧
- 2025年 《消失的大象》（万力执导）